# Rue Jeannin
La rue Jeannin est une rue pittoresque du centre historique de Dijon.

## Situation et accès
Cette rue qui est située dans le centre historique débute à l'intersection de la rue de la Chouette et de la rue de la Verrerie et se termine à l'intersection des rues Paul-Cabet, Berlier et Diderot.

## Origine du nom
Cette rue porte le nom de Pierre Jeannin baron de Montjeu (1540-1623), premier président du Parlement de Dijon.

## Historique
Lors de la bataille de Dijon, du 30 octobre 1870, la rue Jeannin fut l'enjeu d'un combat acharné. L'événement inspira le peintre Édouard Paupion pour son tableau La barricade de la rue Jeannin à Dijon.

## Bâtiments remarquables et lieux de mémoire
- no 8 : Hôtel Rolin
- no 13 : Hôtel de Frasans
- no 33 : Hôtel Arviset Jehannin de Chamblanc
- nos 35-37-39 : Maison à pans de bois du XVe – XVIe siècle
- no 45 : Hôtel Berbis de Longecourt

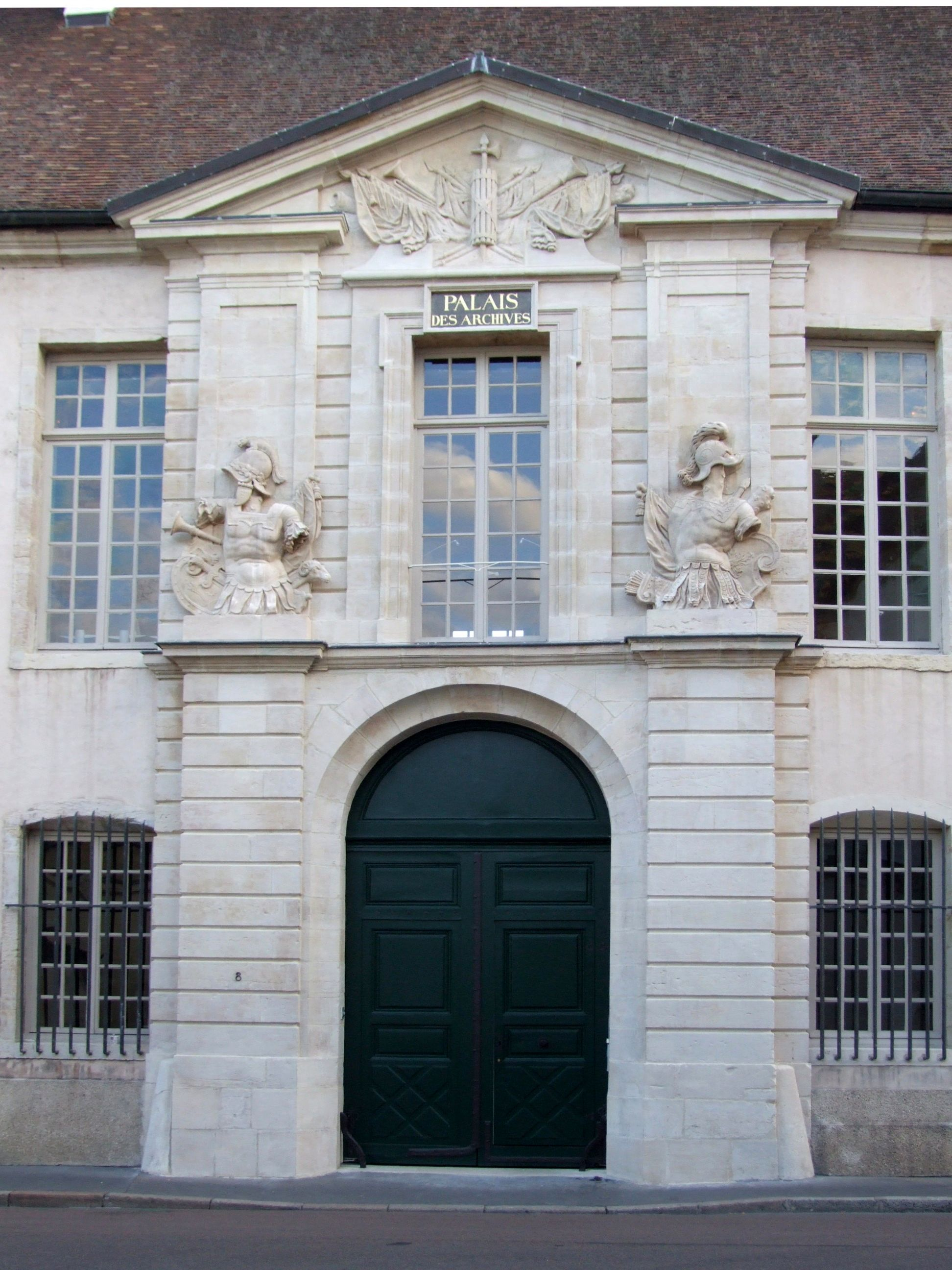
Hôtel Rolin
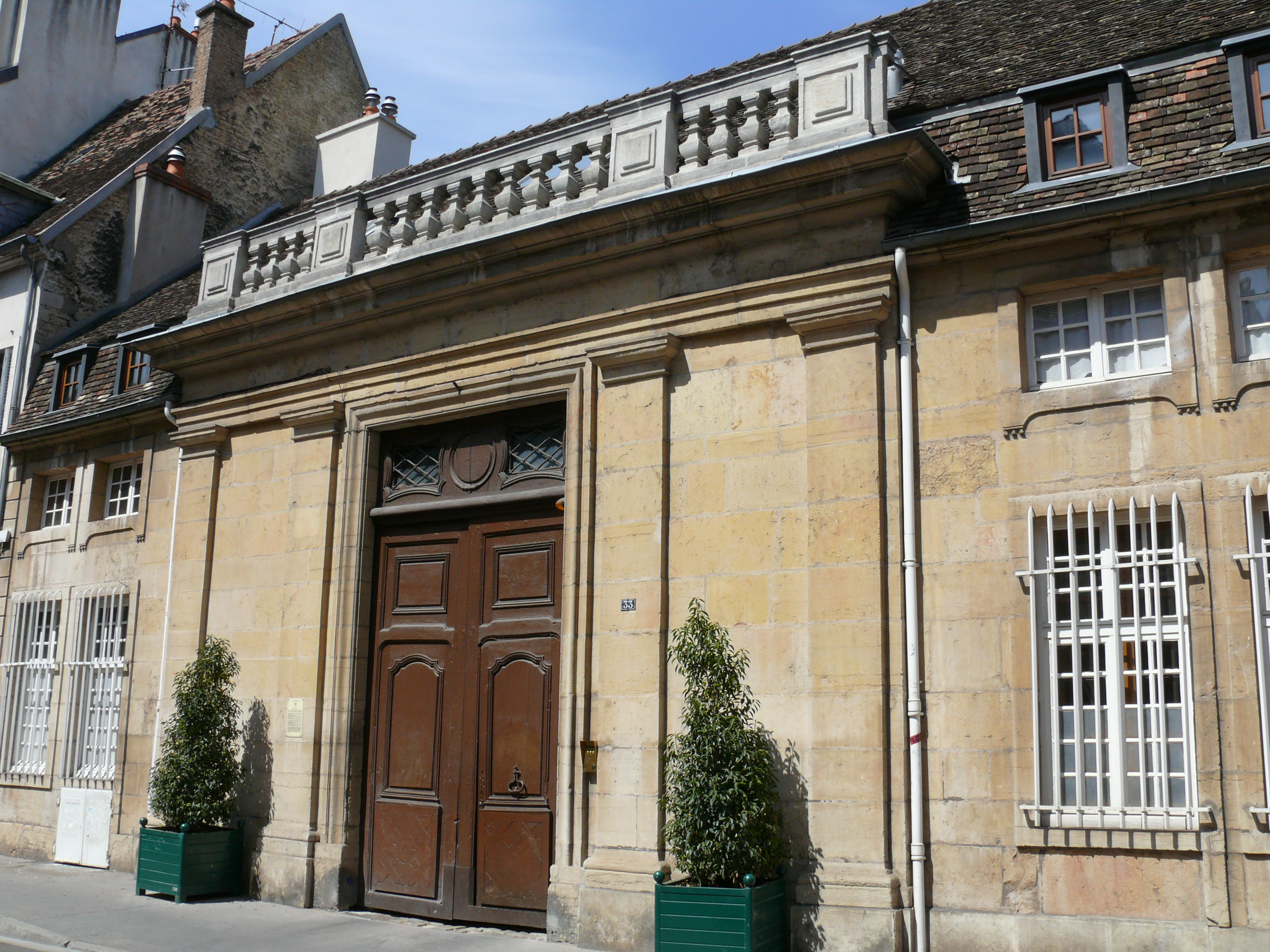
Hôtel Arviset Jehannin de Chamblanc
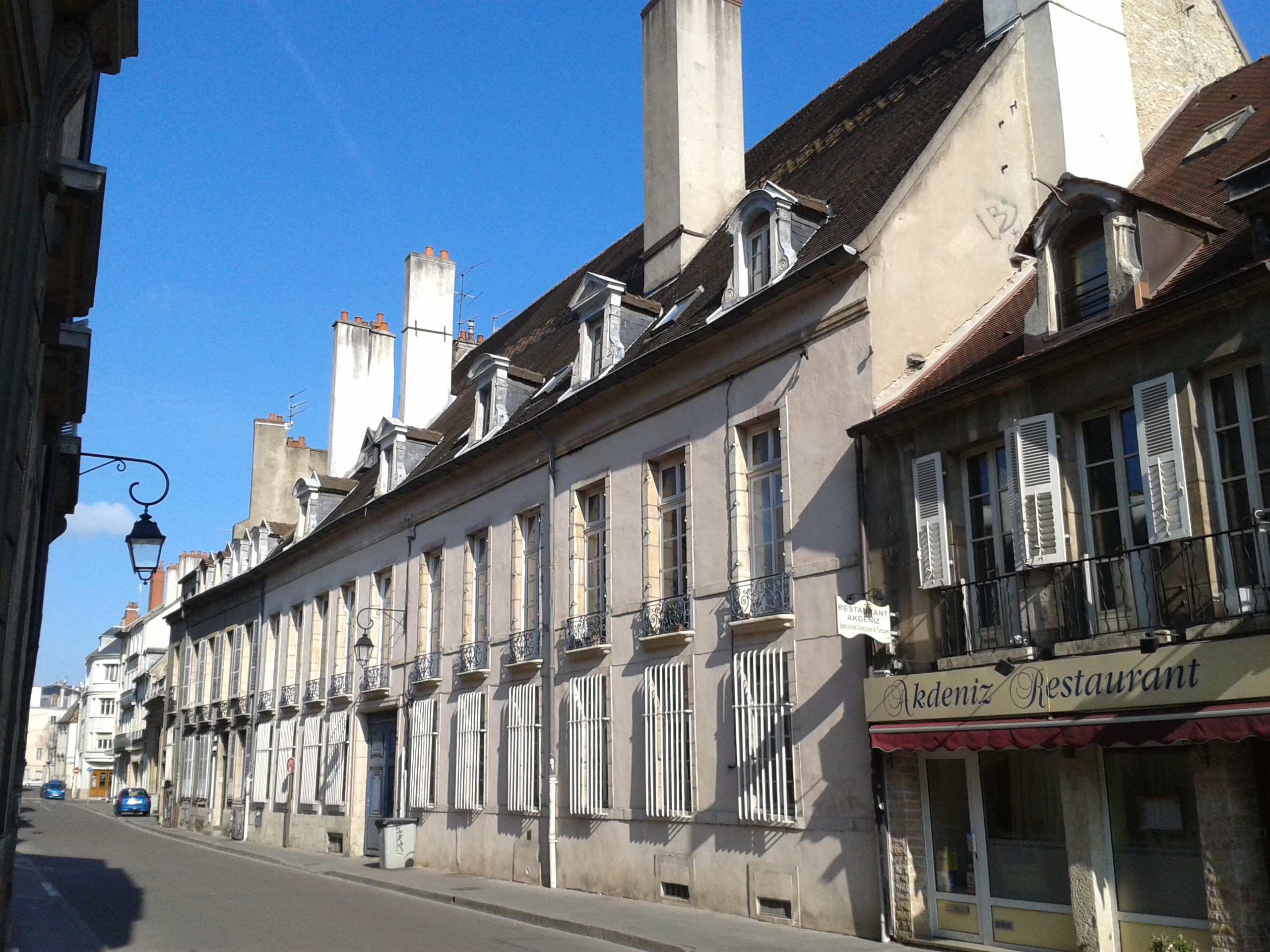
Hôtel Berbis de Longecourt
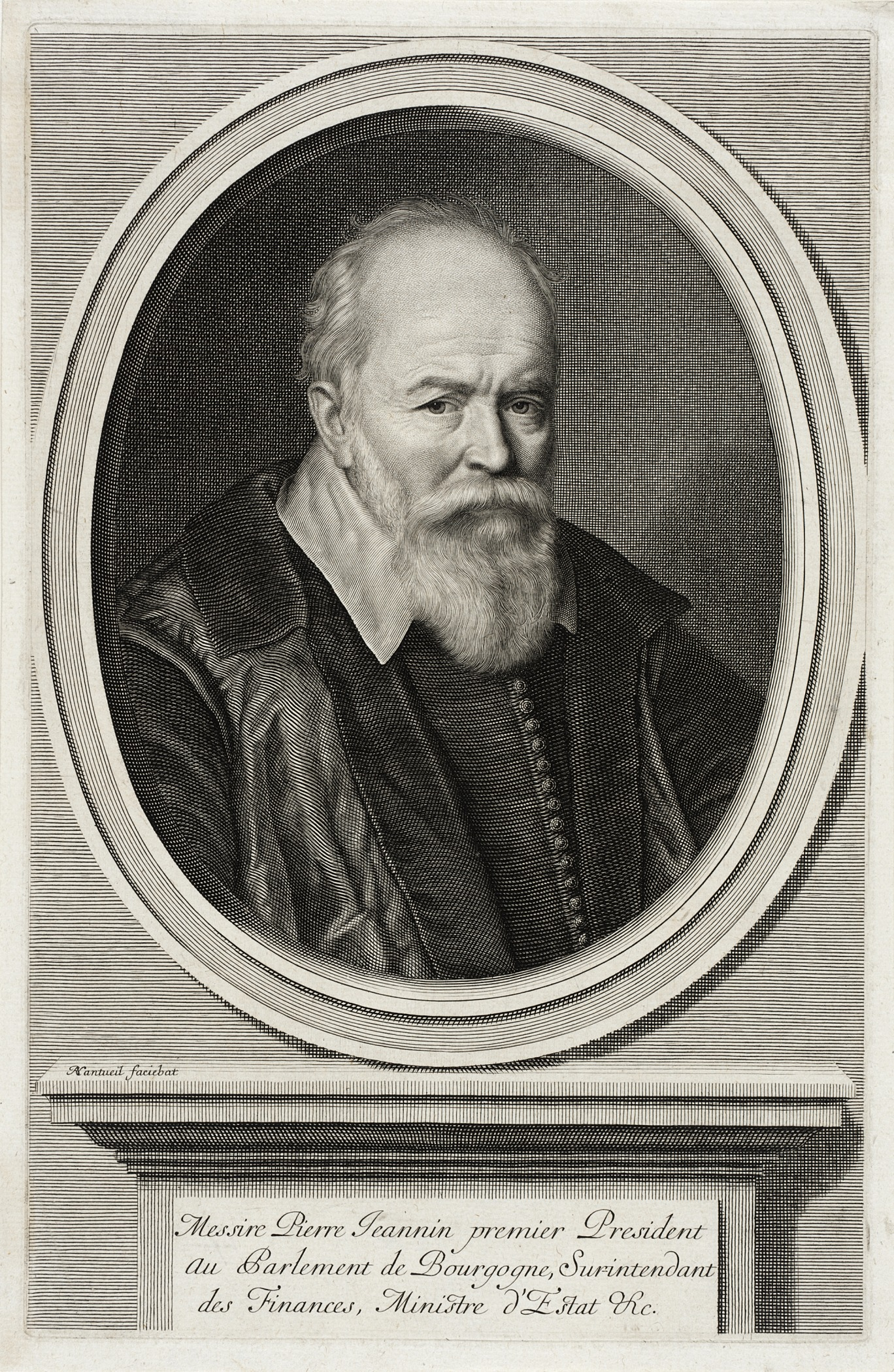
Pierre Jeannin